# Nanosuspension
Nanosuspensionen sind kolloiddisperse, fest-flüssig Systeme, deren Partikelgröße unter einem Mikrometer liegt. Als Dispersionsmedium wird häufig Wasser verwendet, in dem der Stoff weitgehend unlöslich ist und als Partikelsuspension eingearbeitet ist. Nanosuspensionen können ferner auch aus Glycerin, Ölen oder anderen flüssigen Medien dispergierten Nanopartikeln aus reinem Arzneistoff und Tensid ohne Verwendung eines Matrixmaterials bestehen.
Nanosuspensionen besitzen in der Medizin eine große Bedeutung für in Wasser schwerlösliche Arzneistoffe (< 5 mg/l Löslichkeit), die als Nanosuspension verbesserte biopharmazeutische Eigenschaften (z. B. Resorption, Bioverfügbarkeit) aufweisen.
Bekannte Arzneimittel, die als Nanosuspension auf dem Markt sind, sind Rapamune (Sirolimus) und Prograf (Tacrolimus).

## Herstellung
Eine Methode zur Herstellung von Nanopartikeln ist die unter anderem im DAB 6 zur Herstellung von Quecksilbersalben eingesetzte Präzipitation (v.h.p. – via humida paratum). Zur Herstellung der sogenannten Hydrosole wird der Arzneistoff in einem Lösungsmittel gelöst, die Lösung in ein Nichtlösungsmittel gegeben und die sich bildenden Nanopartikel durch Tensidzusatz stabilisiert. Eine Schwierigkeit dieser Technologie ist die physikalische Stabilisierung der Nanopartikel und die Verhinderung des weiteren Wachsens der Kristalle zu unerwünschten Mikropartikeln. Daher wird die gebildete Nanosuspension durch anschließende Lyophilisation stabilisiert. Ein generelles Problem bleibt jedoch, dass der Wirkstoff zumindest in einem Lösungsmittel löslich sein und dieses gleichzeitig mit einem Nichtlösungsmittel mischbar sein muss. Diese Mischbarkeit ist oft nicht gegeben. Hinzu kommt, dass viele der neuen schwer löslichen Arzneistoffe sowohl in wässrigen als auch in organischen Medien schwer löslich sind.
Eine alternative Technologie zur Herstellung von Arzneistoffnanopartikeln ist das von Liversidge entwickelte Mahlverfahren mit einer Kugel- oder Perlmühle. Die Partikeldispersion wird hierbei in einen Behälter voll mit Mahlkugeln gefüllt, die durch einen Rührer oder durch Bewegung des Mahlbehälters bewegt werden. Zwischen den sich bewegenden Mahlkugeln werden dann die Arzneistoffpartikel zu Nanopartikeln zerrieben. Nachteile dieses Verfahrens sind unter anderem die lange Mahldauer (bis zu einer Woche), potentielle mikrobiologische Probleme bei mehrtägiger Mahlung im wässrigen Milieu, Probleme bei aseptischer Produktion bzw. Herstellung steriler Produkte sowie der Abrieb von den Mahlkugeln. Abrieb ist in einem Arzneimittel nicht zulässig (d. h. > 20 ppm), auch wenn es sich um prinzipiell untoxische Substanzen wie Glas und Zirkoniumoxid handelt, die als Materialien für die Mahlkörper eingesetzt werden.
Eine weitere verbesserte Technik beruht auf der Produktion von Nanopartikeln im Kolben-Spalt-Homogenisator. Bei dieser Technik wird die mikrofeine Suspension unter hohem Druck (1500–4000 bar) durch einen Spalt (5–50 µm)gepresst. Durch Scher- und Kavitationskräfte erfolgt Zerkleinerung. Als wesentliche Vorteile zeigten sich, dass die Probleme des Abriebs, der Partikelkontamination und Ausbeute eines hohen Feststoffanteils im Nanometerbereiches bei kurzen Produktionszeiten verringert bzw. vermieden wurden.